# La scuola mobile all'aperto a Este - 100 anni dopo
La scuola mobile all'aperto a Este - 100 anni dopo è un cortometraggio documentario del 2022 prodotto e realizzato da James D. Dawson, per commemorare i 100 anni dalla nascita a Este della scuola mobile all'aperto.

## Trama
Cento anni fa nasceva a Este la Scuola Mobile all'aperto. Dopo quasi 70 anni gli ex alunni si sono ritrovati, rivivendo così la grande esperienza dei banchetti sulle spalle.

## Produzione

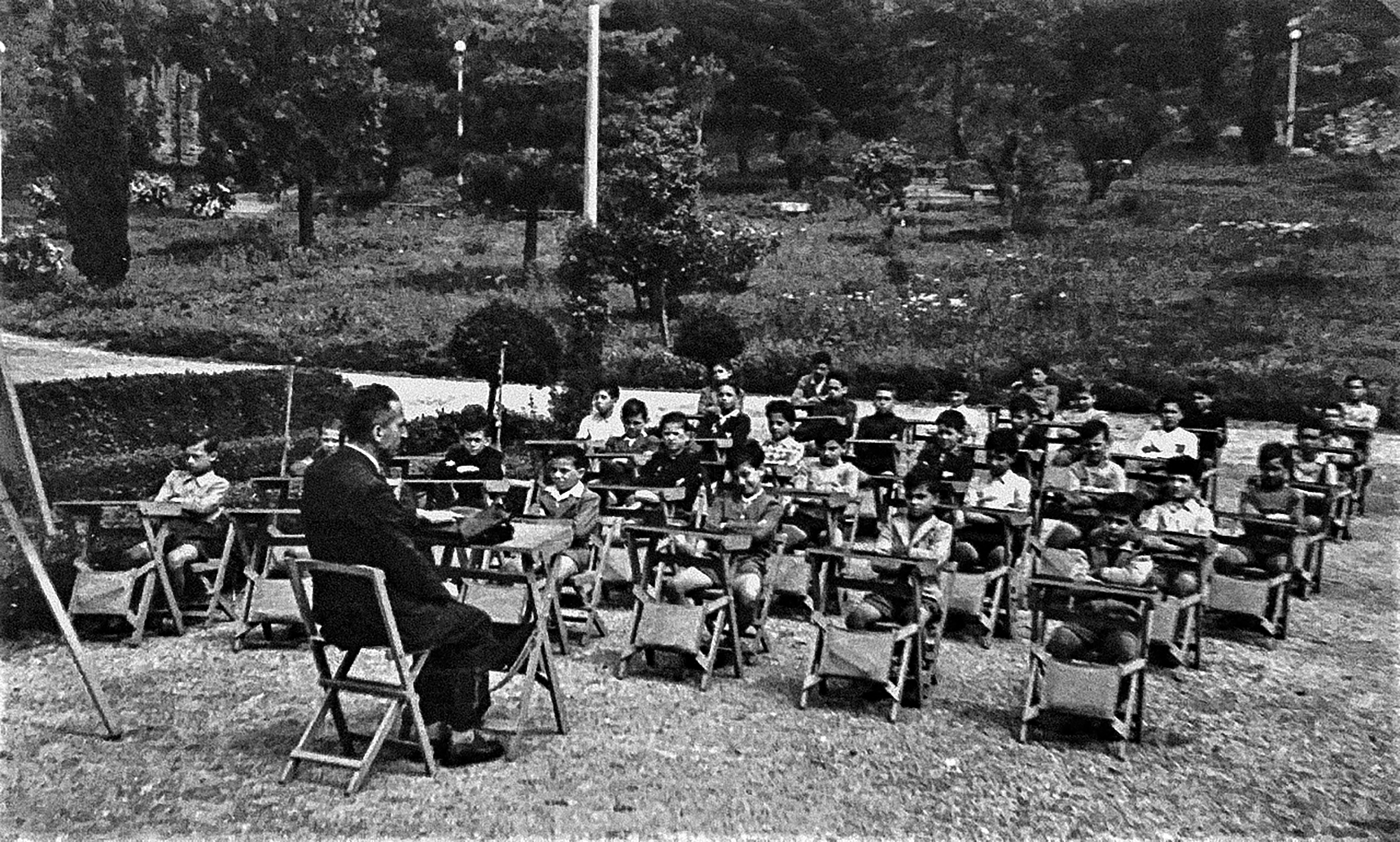
Una lezione all'aperto con i banchetti mobili nel 1949

Il documentario è stato realizzato per commemorare il centenario dell'innovativo progetto educativo avviato a Este il 24 maggio 1922 dal professor Mario Cacciavillani. Questo progetto mirava a contrastare la diffusione della tubercolosi tra gli studenti attraverso lezioni all'aperto, chiamata anche outdoor education, una pratica pionieristica per l'epoca.

Gli alunni con i banchetti mobili il 21 giugno 1954 in piazza San Marco a Venezia

Le riprese hanno incluso la ricostruzione di eventi storici significativi, come la partenza in treno dalla stazione ferroviaria di Este verso Venezia Santa Lucia e le successive visite attraverso le calli fino a Piazza San Marco, rievocando le gite scolastiche degli anni '50.
La produzione ha beneficiato della collaborazione con le scuole primarie di Este, coinvolgendo attivamente gli studenti nelle riprese e nelle attività correlate.

## Promozione
Il primo trailer del documentario viene diffuso il 27 gennaio 2022.

## Distribuzione
Dopo la première al Consiglio Regionale del Veneto, il documentario è stato presentato in anteprima al Cinema Teatro Farinelli di Este e successivamente proiettato in occasione di un convegno tenutosi a fine maggio 2022, durante il quale sono state discusse le tematiche storiche e attuali dell'educazione all'aperto e della didattica a distanza. Un evento conclusivo si è invece tenuto presso il Museo nazionale atestino.
Il 24 ottobre 2024, presso il Museo dell'Educazione di Padova, è stata inaugurata la mostra "La Scuola Mobile all'Aperto 'Gioconda' di Este: Un'esperienza anticipatrice dei tempi".

## Riconoscimenti
- 2023 - Selezione ufficiale al Metropolis Film Festival[12]